# Diego García (Marathonläufer)
Diego García Corrales (* 12. Oktober 1961 in Azkoitia; † 31. März 2001 in Azpeitia) war ein spanischer Marathonläufer.
1989 wurde er Vierter beim San-Sebastián-Marathon. 1991 kam er beim im Rahmen des London-Marathons ausgetragenen IAAF-Weltcup-Marathon auf Platz 23 und bei den Weltmeisterschaften in Tokio auf Platz 14.
Im Jahr darauf wurde er Neunter bei den Olympischen Spielen in Barcelona und Dritter beim Fukuoka-Marathon. 1993 wurde er Zehnter beim im Rahmen des San-Sebastián-Marathons ausgetragenen Weltcups.
Bei den Europameisterschaften 1994 in Helsinki war er als Silbermedaillengewinner Teil des rein spanischen Podiums: Gold gewann Martín Fiz, Bronze Alberto Juzdado. 1995 gewann er zunächst den Sevilla-Marathon und wurde dann Sechster bei den Weltmeisterschaften in Göteborg und Vierter in Fukuoka.
Einem 53. Rang bei den Olympischen Spielen 1996 in Atlanta folgte in Fukuoka ein weiterer vierter Platz. 1998 wurde er jeweils Siebter beim London- und beim Berlin-Marathon, 1999 Zweiter in San Sebastián.
Im letzten Jahr seiner Karriere wurde er 2000 Zweiter beim Seoul International Marathon und beim Amsterdam-Marathon.
Kurz nach seinem Rücktritt vom Leistungssport starb er bei einem Trainingslauf an einem plötzlichen Herztod. An der Todesstelle in unmittelbarer Nähe des Sanctuario de Loyola wurde eine Statue zu seinen Ehren errichtet, und der zwischen seinem Geburts- und Wohnort stattfindende Halbmarathon Media Maratón Azkoitia-Azpeitia erhielt den Beititel Memorial Diego García.

## Persönliche Bestzeiten
- 10.000 m: 28:42,66 min, 5. Juli 1997, San Sebastián
- Marathon: 2:09:51 h, 3. Dezember 1995, Fukuoka